# Andy Hardy Gets Spring Fever
Andy Hardy Gets Spring Fever is een film uit 1939 onder regie van W.S. Van Dyke. Het is het zevende deel uit de Andy Hardy-reeks, een filmreeks die uit 16 films bestond. Destijds werd de film in Nederland uitgebracht onder de titel Andy Hardy speelt comedie.

## Verhaal
Vader Hardy gaat in zaken met twee mannen die ontdekken dat een stuk land, waarvan voorheen werd gedacht dat het waardeloos is, rijk blijkt te zijn aan stof waaruit aluminium gemaakt kan worden. Hij investeert veel geld in het land en raadt al zijn vrienden aan dit ook te doen. Ondertussen wordt zoon Andy boos op zijn vriendin Polly, als zij toegeeft verliefd te zijn op Charles Copley. Hij is ontroostbaar, totdat de lerares drama Rose Meredith hem opvrolijkt. Al gauw wordt hij smoorverliefd op haar.
Dochter Marian heeft besloten een carrière op te bouwen en wordt aangenomen als de secretaresse van haar vaders zakenpartners. Er gaan weken voorbij. Vader Hardy heeft veel profijt gemaakt uit zijn investeringen. Andy probeert indruk te maken op zijn lerares en doet auditie voor een schooltoneelstuk. Iedereen lijkt gelukkig te zijn, totdat de zakenpartners ervandoor gaan met al het geld dat is gestoken in het land.
Vader Hardy voelt zich schuldig dat hij zijn vrienden heeft betrokken bij het land, maar zij verzekeren hem dat hij zich er niet om druk hoeft te maken. Alles komt uiteindelijk goed wanneer de stad het land wil overkopen om er een snelweg op te bouwen. Ondertussen heeft Andy een huwelijksaanzoek gedaan bij mevrouw Meredith. Zij waardeert het gebaar en durft hem niet af te wijzen. Om die reden vertelt ze hem dat ze een antwoord zal geven na de opvoering van het toneelstuk.
Hoewel iedereen Andy probeert voor te bereiden op een afwijzing, denkt Andy dat alles zal werken. Hij is dan ook ontroostbaar als ze mevrouw Meredith ziet zoenen met haar verloofde. Desondanks trekt hij zich niet terug van het toneelstuk en krijgt na het optreden zeer positieve reacties. Hij legt het uiteindelijk bij met Polly.

## Rolbezetting
| Acteur              | Personage                                  |
| ------------------- | ------------------------------------------ |
| Mickey Rooney       | Andrew 'Andy' Hardy                        |
| Lewis Stone         | Judge James K. 'Jim' Hardy                 |
| Fay Holden          | Mrs. Emily Hardy                           |
| Cecilia Parker      | Marian Hardy                               |
| Ann Rutherford      | Polly Benedict                             |
| Sara Haden          | Tante Milly Forrest                        |
| Helen Gilbert       | Miss Rose Meredith                         |
| Terry Kilburn       | Harmon 'Stickin' Plaster' Higginbotham Jr. |
| John T. Murray      | Don Davis                                  |
| George P. Breakston | 'Beezy' Anderson                           |
| Charles Peck        | Tommy                                      |
| Sidney Miller       | Sidney Miller                              |
| Addison Richards    | Meneer George Benedict                     |
| Olaf Hytten         | Meneer Harmon Higgenbotham Sr.             |
| Erville Alderson    | Henry                                      |

## Filmreeks
- A Family Affair (1937)
- You're Only Young Once (1937)
- Judge Hardy's Children (1938)
- Love Finds Andy Hardy (1938)
- Out West with the Hardys (1938)
- The Hardys Ride High (1939)
- Andy Hardy Gets Spring Fever (1939)
- Judge Hardy and Son (1939)
- Andy Hardy Meets Debutante (1940)
- Andy Hardy's Private Secretary (1941)
- Life Begins for Andy Hardy (1941)
- The Courtship of Andy Hardy (1942)
- Andy Hardy's Double Life (1942)
- Andy Hardy's Blonde Trouble (1944)
- Love Laughs at Andy Hardy (1946)
- Andy Hardy Comes Home (1958)